# Myeonmok (metropolitana di Seul)
Myeonmok (면목역 - 面牧驛, Myeonmok-yeok ) è una stazione della metropolitana di Seul servita dalla linea 7 della metropolitana di Seul. Si trova nel quartiere di Jungnang-gu, a est rispetto al centro della città.

## Linee
● Linea 7 (Codice: 721)

## Struttura
La stazione è sotterranea, e possiede due banchine laterali e due binari passanti con porte di banchina a piena altezza. In totale le uscite in superficie sono 4.
| Direzione Jangam            | ● Linea 7 | per Sangbong, Nowon e Jangam                                   |
| Direzione Bupyeong-gucheong | ● Linea 7 | per Gunja, Express Bus Terminal, Isu, Onsu e Bupyeong-gucheong |

## Stazioni adiacenti
| «        | Servizio | »         |
| Linea 7  | Linea 7  | Linea 7   |
| -------- | -------- | --------- |
| Sangbong | -        | Sagajeong |